# Margarita Dabdoub Sikaffi
Margarita Dabdoub Sikaffi là một chính trị gia người Honduras. Bà thường được gọi là Margie Dip. Dabdoub là nữ thị trưởng đầu tiên của La Ceiba. Bà từng là thị trưởng của La Ceiba 1994-1998. Trước khi tham gia chính trị bầu cử, Dabdoub làm phát ngôn viên cho bàng ty trái cây tiêu chuẩn. Bà được chủ tịch của Tổng thống Manuel Zelaya đặt tên là thống đốc của bộ phận Atlantida. Sau cuộc đảo chính của người Do Thái năm 2009, Zelaya đã lật đổ, Dabdoub tuyên bố rằng bà không phải là một 'cuartista' (tức là người ủng hộ cuộc trưng cầu dân ý về cải cách hiến pháp) mà phản đối cuộc đảo chính.
Dabdoub đã được bầu vào Quốc hội Honduras trong cuộc tổng tuyển cử năm 2009 với tư cách là ứng cử viên Tự do tại Atlantida. Với 30.234 phiếu (30,7% số phiếu hợp lệ), bà là ứng cử viên Tự do được bầu chọn nhiều nhất trong khu vực bầu cử. Trong các cuộc bầu cử sơ bộ của Đảng Tự do (được tổ chức vào năm 2008), bà đã hoàn thành ở vị trí thứ hai tại Atlantida với 12.603 phiếu (6,94%). Bà là một ứng cử viên của Phong trào Tự do Elvinist (nền tảng của ứng cử viên tổng thống Elvin Santos).
Vào tháng 5 năm 2013, Dabdoub đã tuyên bố ý định tranh cử chức vụ thị trưởng La Ceiba một lần nữa, trong các cuộc bầu cử sơ bộ của đảng Libre. Dabdoub được đề cử là ứng cử viên của Phong trào Tự do trong Kháng chiến ngày 28 tháng 6 (một trong những dòng chảy nội bộ của Libre). Dabdoub nổi lên chiến thắng, giành được 5.364 phiếu (56,43%), trở thành ứng cử viên thị trưởng của Libre tại La Ceiba trong cuộc tổng tuyển cử năm 2013.
Dadboub là chủ tịch của một tổ chức từ thiện mang tên bà, Fundación Margie.